# Кулунбажи
Кулунбажи — гора на восточной оконечности Южно-Чуйского хреба, административно расположена в Кош-Агачском районе Республики Алтай России.

## Этимология
Возможно что от каз. Кулун — жеребёнок или алт. кулунак — жеребёнок и второго корня баш, бажи — голова, верхушка, вершина. Кулун-Бажи — жеребячья гора.

## Описание
Вершина интересна тем, что с неё открывается вид на горный массив Таван-Богдо-Ула